# Maurice Blanchot
Maurice Blanchot (n. 22 septembrie 1907, Franța – d. 20 februarie 2003, Paris, Franța) a fost un scriitor francez. 